# Эриксен Сёрейде, Ине Мари
Ине Мари Эриксен Сёрейде (норв. Ine Marie Eriksen Søreide), род. 2 мая 1976, Лёренскуг, Акерсхус) — норвежская женщина-политик. Член Консервативной партии. Министр иностранных дел Норвегии с 20 октября 2017 по 14 октября 2021 года во втором кабинете Сульберг. Первая женщина на этом посту. Министр обороны в 2013—2017 гг. в первом кабинете Сульберг. Депутат стортинга (парламента) с 2001 года от Осло.

## Биография
Родилась 2 мая 1976 года в Лёренскуге в фюльке Акерсхус. Отец — электрик Эгиль Эриксен (Egil Eriksen, 1941—2003), мать — секретарь Венке Ирен Хансен (Wenche Irene Hansen, род. 1948).
Училась в 1982—1987 гг. в школе Сагдален (Sagdalen skole) в Лёренскуге. В 1987—1990 гг. училась в частной школе имени Рудольфа Штейнера в Лёренскуге (Rudolf Steinerskolen i Lørenskog). В 1990—1992 гг. училась в средней школе в Тромсё (Tromstun skole). В 1992—1995 гг. училась в средней школе Тромсдален в Тромсё.
В 1995 году поступила в Университет Тромсё. Изучала право. В 2007 году получила степень кандидат права (cand.jur.). В 2010 году прошла курс в Высшей школе вооружённых сил.
В 1990—2000 гг. работала продавцом в цветочном магазине. Работала ведущей на местном телеканале Metropol TV в Осло в 2001 году. Летом 2002 года работала стажёром в адвокатской фирме Grette в Осло.
В университете вступила в Консервативную партию и занялась местной политикой. В 1995—1999 гг. была заместителем члена муниципального совета Тромсё. В 1995—1996 гг. была заместителем председателя молодёжной организации Консервативной партии в Тромсё. В 1996—2004 гг. входила в центральный исполнительный совет молодёжной организации Консервативной партии, с 1998 года — заместитель председателя, с 2000 года — председатель. С 2000 года вошла в центральный исполнительный комитет Консервативной партии.
С 2005 года была членом правления норвежско-немецкого фонда Вилли Брандта (Norwegisch-Deutschen Willy-Brandt-Stiftung).
В 2009 году была членом Генеральной Ассамблеи ООН.
Участвовала в парламентских выборах 14—15 сентября 1997 года от Тромса, не прошла в парламент. Участвовала в парламентских выборах 9—10 сентября 2001 года, не прошла в парламент. Замещала в стортинге министра финансов Пера-Кристиана Фосса. По результатам 11—12 сентября 2005 года выбрана депутатом стортинга. Переизбиралась 13—14 сентября 2009 года, 8—9 сентября 2013 года и 11 сентября 2017 года.
16 октября 2013 года получила портфель министра обороны в первом кабинете Сульберг. В стортинге её замещала Хейди Нордбю Лунде.
20 октября 2017 года получила портфель министра иностранных дел во втором кабинете Сульберг. В стортинге её замещает Матильда Тибринг-Гедде.
В 2006 году вышла замуж за Эйстейна Сёрейде, секретаря Консервативной партии Осло в 2002—2008 гг., исполнительного директора ассоциации Abelia («Абелия») с 2019 года.
В 2019 году получила награду Европеец года от организации Европейская молодёжь Норвегии.